# Az Idő Kereke szereplőinek listája
Az Idő Kereke egy fantasy-regénysorozat, amelyet Robert Jordan amerikai író alkotott meg. Első kötete, "A világ szeme" 1990-ben jelent meg, és az író életében összesen 11 kötet jelent meg, valamint "Új tavasz" címmel egy előzménykötet. Az utolsó három kötetet, Jordan halála után, Brandon Sanderson fejezte be - az utolsó kötet, "A Fény emlékezete", 2013-ban jelent meg. A regényekben összesen 2787 különböző karakter szerepel.
A cselekmény főszereplői Rand al'Thor, Mat Cauthon, Egwene al'Vere, Nynaeve al'Meara, és Perrin Aybara - fiatalok egy eldugott faluból, akiknek a világ sorsában betöltött szerepét Moirane Damodred, az aes sedai fedezi fel. Ebben a világban az emberiség létezését a kozmoszt működésben tartó Idő Kereke határozza meg, amit egy mágikus erő, az Egyetlen Hatalom tart mozgásban. Rand és barátai olyan emberek, akik, akárcsak az aes sedai-ok, képesek a fókuszálásra, azaz az Egyetlen Hatalom uralására. Ahogy a cselekmény előrehalad, új szereplők jelennek meg, akik mind valamilyen szerepet játszanak a Sötét Úr elleni harcban.
2021-ben a könyvsorozat alapján televíziós sorozat készült, melyben számos szereplő megjelenik. Ebben a karakterek jellemvonásait bizonyos pontokon megváltoztatták, továbbá egyes szereplők egész más élettörténetet kaptak, vagy jelentősen kibővítették azt, ezért jelen szócikk csak a könyvsorozat alapján ismerteti valamennyiüket.

## Főszereplők

### Rand al'Thor
A cselekmény legelején egy birkapásztor Emondmező falujában, amelyet váratlanul trallokok támadnak meg. Őt és barátait Moirane Damodred menti meg, aki úgy hiszi, hogy egyikük az Újjászületett Sárkány - Lews Therin Telamonak, a Legendák Korának híres hősének reinkarnációja, aki megmenti a világot. A kis csapatot egy gonosz entitás, a Sötét Úr kegyencei üldözik, akiknek a célja, hogy ha nem tudják maguk közé csábítani, akkor megölik őket. A Világ Szeménél az Egyetlen Hatalom még romlatlan, tiszta férfi felét, a saidint használva bebizonyosodik, hogy Rand az Újjászületett Sárkány, aki az Egyetlen Hatalom segítségével végez az Aginor nevű Kitaszítottal (a Sötét Úr egyik legerősebb szolgája). A felismerés azonban keserédes, mert Rand belekeveredik egy évezredek óta húzódó küzdelembe.
Siuan Sanche, az Amyrlin Trón (az aes sedai-ok vezetője) meggyőződik róla, hogy csakugyan Rand az Újjászületett Sárkány, akit Lan (Moirane Őrzője) kardvívni tanít. Miközben a misztikus Valere Kürtjére vadásznak, Rand találkozik egy Selene nevű nővel, majd legyőzi Turakot, a Falme városát éppen leigázó seanchan hadsereg nagyurát. Ezután Tear Kövébe utazik, hogy magához vegye a Callandort, amely egy olyan mágikus tárgy, amely képes felerősíteni az Egyetlen Hatalmat. Megtudja, hogy az igazi szülei Shaiel és Janduin voltak, az aiel nép tagjai, ő maga pedig kiáll egy próbát, melynek során kiderül, hogy ő a car'a'carn, az aiel nép megjövendölt vezére. Azt is megtudja, hogy Selene valójában egy Lanfear nevű Kitaszított, aki szerelmes belé és segíteni akarja őt. Mikor azonban megtudja, hogy Rand együtt volt Aviendhával (egy aiel nő), dührohamot kap és meg akarja ölni őt - csak Moirane önfeláldozása menti meg. Rand anyjáról később felfedik, hogy az igazi neve Tigraine, Andor királyságának volt örököse. Magához hasonló fókuszáló férfiakból Rand létrehozza az asha'manok rendjér, a Fekete Tornyot. Miután legyőz egy másik Kitaszítottat, Sammaelt, megszerzi Illian királyságát is magának. Lews Therin Telamon szelleme azonban egyre erősebben kezd el uralkodni rajta, ami sokat ront a mentális állapotán, ráadásul egy harcban elveszíti az egyik karját is.
Úgy dönt, hogy a Sötét Urat börtönben tartó pecséteket mind fel kell törni, és helyette új, romlatlan pecséteket kell létrehoznia. Amikor aztán sor kerül közte és a Sötét Úr közt a végső összecsapásra, rájön, hogy a Mintázatnak mindkettejükre szüksége van, ezért mindkettejüknek léteznie kell. Rand végül az Egyetlen Hatalom és az Igaz Hatalom felhasználásával újra bebörtönzi a Sötét Urat.
A karaktert Josha Stradowski alakítja a tévésorozatban (magyar hangja Czető Roland).

### Mat Cauthon
Matrim "Mat" Cauthon egy bajkeverő fiú, aki szintén csatlakozik a társasághoz, mint a Sárkány potenciális reinkarnációja. Amikor a csapat a Sötét Úr szolgái elől menekül, Shadar Logoth kísértetvárosában húzzák meg magukat, ahol is Mat magához vesz egy rubinnal kirakott tőrt. A fegyver azonban el van átkozva, és a benne rejtőző gonoszság megfertőzi a fiú elméjét, amelyből csak később tudják kigyógyítani. Csatlakozik az ellopott Valere Kürtje utáni hajtóvadászathoz, és végül ő lesz az, aki a fellelt kürtöt megfújja, és így legendás harcosokat megidézve eldönti a falmei ütközet végkimenetelét.
Mat találkozik két különböző fajhoz tartozó humanoid lényekkel egy dimenziókapu-szerű átjárón áthaladva: az aelfinnek megválaszolják neki a jövőjét, többek között azt, hogy feleségül fogja venni a Kilenc Hold Leányát, míg az eelfinnek felruházzák őt régi életeinek emlékeivel és mágikus tárgyakkal, de ennek az az ára, hogy felakasztják őt az Élet Fájára, és a nyakát onnantól hegek csúfítják el. Később megalapítja a Vörös Kéz Bandáját, amelynek ő lesz a vezetője. Megismerkedik a seanchan birodalom trókörökösével, Tuonnal, akiről kiderül, hogy ő a Kilenc Hold Leánya - ő pedig a házasságukat követően a Hollók Hercege lesz.
A karaktert a tévésorozatban az első évadban Barney Harris játszotta, a második évadtól Dónal Finn (magyar hangja Szabó Máté).

### Perrin Aybara
Emondmező kovácsa, aki szintén a Moirane-nel tartó társaság tagja. Amikor a csapat a Shadar Logoth-ban történtek után szétszéled, ő és Egwene együtt maradnak, és ekkor találkoznak Elyas Macherával. Elyas felvilágosítja arról Perrint, hogy ő is egy úgynevezett farkasfivér, aki képes telepatikus úton kapcsolatba lépni a farkasokkal. Miután elsajátítja eme képességet, szemei aranyszínűre változnak, érzékei kifinomulnak, ereje és sebessége megnő, de ha csatába keveredik, durván, vadállat módjára küzd. Ő maga is képessé válik a Tel'aran'rhiod-ban, az álmok világában történő közlekedésre. A történet során visszatér a Folyóközbe, hogy visszaverje a trallokok támadását, és ő lesz a Folyóköz Ura. Megismerkedik egy Faile Bashere nevű nővel, aki később a felesége lesz. Perrin eleinte egy baltát forgat fegyverként, majd ettől megszabadul, miután képtelen uralkodni a benne rejtőző erőszakon. Később a Mah'alleinir névre hallgató pöröllyel küzd, amelyet az Egyetlen Hatalom segítségével kovácsoltak.
A karaktert Marcus Rutherford játssza a sorozatban (magyar hangja Gacsal Ádám).

### Egwene al'Vere
Emondmező polgármesterének lánya, a történet kezdetén ő és Rand romantikus kapcsolatban állnak. Moirane felfedezi benne az Egyetlen Hatalom szikráját, ezért hát ő is a társasággal tart, hogy aes sedai legyen belőle. A Fehér Toronyba jut, ahol novíciává válik. Mikor megtudja, hogy Rand és a többiek bajban vannak, ő, Nynaeve, Elayne és Min azonnal Falméba indulnak teljes titokban. Ott azonban Liandrin Guirale, egy aes sedai a Piros Ajahból, elárulja őket és eladja őt rabszolgának a seanchanoknak, egész pontosan Suroth úrnőnek. A lányt nagy viszontagságok árán mentik meg a többiek. Ő is képessé válik arra, hogy az álmok világában közlekedjen. Később visszatér a Fehér Toronyba, ahol Siuan Sanche, az Amyrlin Trón kérésére segítenie kell a Fekete Ajah felkutatásában. Amikor a Fehér Toronyban puccs történik és Siuant megfosztják a hatalmától, a lázadók csoportja Egwene-t választja meg az új Amyrlin Trónnak. Ellenségei elfogják és a Fehér Toronyba viszik, ahol engedetlensége miatt fogságban tartják és lefokozzák, ő azonban ügyes taktikával visszanyeri a hatalmát és leszámol a lázadókkal. Az Utolsó Csata előtt határozottan ellenzi Rand tervét a pecsétek feltörésével, majd a Fény seregeinek egyik vezetője lesz, és a csatában esik el.
A karaktert Madeleine Madden játssza a sorozatban (magyar hangja Nemes Takách Kata).

### Nynaeve al'Meara
Emondmező javasasszonya, aki csak később csatlakozik a társasághoz, miután aggódik, hogy mi történt velük. Ő maga is hatalmas potenciállal rendelkezik az Egyetlen Hatalom használatával kapcsolatosan, ezért ő is aes sedai-já válik. Ahogy Egwene, ő is az áruló Liandrin mesterkedéseinek áldozatává válik, amikor Falmébe utaznak, de végül meg tud szökni és megmenti Egwene-t is. Mint korának egyik leghatalmasabb fókuszálási képességgel rendelkező nője, Nynaeve a Sárga Ajah tagja lesz, mint gyógyító. E minőségében fedezi fel, hogyan lehet képes meggyógyítani azokat, akiket erőszakkal levágtak az Egyetlen Hatalomról. A történet során romantikus kapcsolatba kerül Lan Mandragorannal.
A karaktert Zoë Robins játssza a sorozatban (magyar hangja Bogdányi Titanilla).

### Moirane Damodred
Egy aes sedai a Kék Ajahból, aki kimondottan azért érkezik a történet elején Emondmezőre, mert tudja, hogy a Sötét Úr is keresi az Újjászületett Sárkányt, aki után ő és Siuan Sanche már húsz éve kutat. A történet kezdetén aktívan segíti a fiatalokat, akik azonban egyre kevésbé vannak rászorulva a segítségére. Amikor Lanfear féltékenységből meg akarja ölni Randet, Moirane közbelép, és átesnek egy ter'angreal-en, amire eltűnnek, ezért mindkettejüket halottnak hiszik. Csak hosszú idő után derül ki, hogy ő maga is az eelfinnek és az aelfinnek fogságába esett, ahonnan kockázatos küldetés során mentik ki, de a lények addigra teljesen kiszipolyozzák és lényegében elveszíti korábbi hatalmát. Az Utolsó Csata előtt ő az, aki rávilágít mindenki előtt, hogy a próféciák megvalósultak.
A karaktert Rosamund Pike játssza a sorozatban (magyar hangja Horváth Lili).

### Lan Mandragoran
al'Lan "Lan" Mandragoran nem más, mint Moirane Őrzője, korának legtehetségesebb kardforgatója. Malkier királyságának örököse lett volna, ha azt nem pusztítják el a trallokok. Bosszút esküdve keresett szövetségeseket birodalma visszaszerzéséhez, míg nem találkozott Moirane-nel, aki meggyőzte, hogy csatlakozzon hozzá, mert az ügyük ugyanaz, és ketten együtt többet érhetnek el. Később romantikus kapcsolatba kerül Nynaeve-vel.
A karaktert Daniel Henney játssza a sorozatban (magyar hangja Bozsó Péter).

### Elayne Trakand
Morgase Trakand és Taringail Damodred lánya, Andor királyságának leányörököse. Két testvére van: Gawyn és Galad. Amikor Rand ki akarja lesni Caemlynben az uralkodót, leesik a palota faláról, és ekkor találkozik először a lánnyal. Később a hagyományoknak megfelelően ő is megkezdi képzését aes sedai-ként. Ennek során ő is Liandrin csapdájába esik Falméban, amelyből csak nehezen tud megmenekülni. Nagyhatalmú fókuszáló, idővel a Zöld Ajah tagjává válik, és ő lesz az, aki újra felfedezi, hogyan lehet új ter'angreal-eket előállítani (melyek az Egyetlen Hatalom felerősítésére szolgálnak). Egyike lesz azon három nőnek, akivel Rand romantikus kapcsolatba kerül, és még ikreket is szül a férfinak.
A karaktert Ceara Coveney játssza a sorozatban (magyar hangja Csifó Dorina).

### Min Farshaw
Elmindreda "Min" Farshaw egy úgynevezett tisztánlátó, akivel először Rand fut össze útja során. Min különleges képessége, hogy látja az emberek auráját, és látomásai vannak a jövőről, amelyek azonban a legtöbbször elvontan értelmezendők. Ezen tehetsége miatt Moirane megkéri, hogy tartson ő is a Fehér Toronyba. A történet során cselekedeteivel (jobbára akaratán kívül) hozzájárul fontos dolgok bekövetkezéséhez. Ő a második azon három nő közül, akik romantikus kapcsolatba kerülnek Randdel.
A karaktert a sorozatban Kae Alexander játssza (magyar hangja Csuha Borbála).

### Aviendha
Egy fiatal aiel nő, a Lándzsa Hajadonja, aki társaival Rand al'Thort keresi, mert úgy hiszi, hogy ő a car'a'carn, népének megjövendölt vezetője (amely később be is bizonyosodik). Bár harcos szeretne lenni, a képességei miatt Tudós Asszonnyá válik, és kötést létesít Randdel (akinek ő lesz a harmadik asszony az életében). Az Utolsó Csata után ő lesz azon kevesek egyike, akik tudják, hogy Rand életben maradt.
A karaktert Ayoola Smart játssza a sorozatban (magyar hangja a 2. évadban Ágoston Kata, a 3. évadtól Gulás Fanni).

### Thom Merrilin
Thomdril "Thom" Merrilin utazó mutatványos, kalandor, és az andori Morgase királynő egykori udvari bárdja. A történet elején ő maga is éppen ott van Emondmezőn a trallok támadáskor, ezért ő is csatlakozik a társasághoz. Amikor megmenti Matet és Randet egy rájuk törő Enyész támadásától, halottnak hiszik, de később visszatér, és többször segít a főszereplőknek. Később Moirane-nel kerül romantikus kapcsolatba.
A karaktert Alexandre Willaume játssza a sorozatban (magyar hangja Makranczi Zalán).

## Fontosabb mellékszereplők

### Logain Ablar
Nagy hatalmú férfi fókuszáló, az egyik Hamis Sárkány, akit az aes sedai-ok elcsendesítenek. Idővel Nynaeve meggyógyítja, így újra képessé válik az Egyetlen Hatalom uralására, és Rand elkötelezett szövetségese lesz.
A karaktert Álvaro Morte játssza a sorozatban (magyar hangja Dévai Balázs).

### Aginor
Egyike a Kitaszítottaknak. A Legendák Korában híres tudós volt, aki morálisan megkérdőjelezhető kísérleteket végzett, és ő teremtett számos olyan szörnyet, akikkel a főszereplőknek is meggyűlik a baja (trallokok, Enyészek, draghkarok stb.). Miután a Sötét Úr szolgálatába állt, őt is bebörtönözték, és csak a pecsétek gyengülésével szabadult ki háromezer év után. Mivel számára lassabban telt az idő, mint társainak, ezért rettenetesen öregnek néz ki. A Világ Szeménél szembeszáll Randdel, de túl sokat merít az Egyetlen Hatalomból, ezzel elevenen elégetve önmagát. A Sötét Úr később Osan'gar néven támasztja fel.

### Asmodean
A Kitaszítottak egyike. A Legendák Korában tehetséges zeneszerző volt, akit frusztrált, hogy nem ismerték el a tehetségét, ezért állt a Sötét Úr szolgálatába. Már e minőségében kínozta meg riválisait a Legendák Korában, hogy azok ne legyenek képesek a műalkotásra. A Harmadik Korban Lanfear eredetileg arra akarta őt megkérni, hogy tanítsa meg Rand számára az Egyetlen Hatalom használatát. Asmodean azonban önjáróvá vált, és inkább a Choedan Kai névre hallgató, iszonyatos erejű sa'angreal után kezdett el kutatni. Rand, akit Lanfear figyelmeztet, elvágja őt az Igaz Hatalomtól és ezzel a Sötét Úrtól, majd Lanfear leárnyékolja őt, hogy ne tudja használni a teljes erejét. Ezután kényszeredetten, de tanítani kezdi Randet. Később arra jut, hogy végleg elhagyja az árnybarátok táborát és csatlakozik a Sárkány seregeihez, amikor is egy ismeretlen bérgyilkos végez vele.

### Balthamel
A Kitaszítottak egyike. A Legendák Korában történész volt, akit a halhatatlanság lehetősége csábított el. A korának háborúiban a Sötét Úr egyik tábornoka lett, aki arról lett hírhedt, hogy a fogságába esett embereket a trallokokkal etette fel. Balthamel és Aginor a kiszabadulásuk után a Világ Szeménél szállnak szembe Randdel - Balthamel, aki számára jobban telt az idő, iszonyatos módon megöregedve és beszédképtelenül kerül elő. Megtámadja Someshtát, a Zöld Embert, akivel végez, de az utolsó erejével még képes elpusztítani őt is. A Sötét Úr később, ironikus módon, a világéletében nagy nőcsábász Balthamelt női testben, Aran'garként reinkarnálja. Aran'gar manipulációs technikái révén beépül az aes sedai-ok közé, Halima álnéven, hogy bomlassza őket. Végül öröktűz segítségével törlik ki a létezésből.

### Faile Bashere
Zarine "Faile" Bashere az öt nagy kapitány egyikének, Davram Basherének a lánya, Saldea trónjának hercegnője. Miközben Valere Kürtjére vadászik, találkozik Perrinnel és csatlakozik hozzá. Egymásba szeretnek, Perrin pedig később elveszi feleségül. Később elrabolják őt a lázadó aielek Tudós Asszonyai, Perrinnek pedig ki kell szabadítania őt. Később fontos szerepet játszik az Utolsó Csatában is, ugyanis az ő segítségével kerül elő Valere Kürtje.
A karaktert Isabella Bucceri játssza a sorozatban.

### Be'lal
A Kitaszítottak egyike, a Legendák Korában ügyvéd volt és Lews Therin barátja, akivel együtt fedezték fel újra a kardpárbajt. Visszatérésekor Samon nagyúrnak álcázza magát Tearben, aki tudja, hogy csakis az Újjászületett Sárkány lehet képes magához venni a Callandort. Rand ezt meg is teszi, majd Be'lal rátámad, hogy kardvívótehetségével megszerezze azt tőle. Moirane Damodred azonban közbelép és öröktűz használatával kitörli őt a létezésből.

### Dain Bornhald
A Fény Gyermekeinek magas rangú tisztje, Geofram Bornhald úrkapitány fia. Apja halála után mindent annak rendel alá, hogy elfogja és elszámoltassa Perrint.
A karaktert Jay Duffy játssza a sorozatban (magyar hangja Schmied Zoltán).

### Joiya Byir
Egy aes sedai a Szürke Ajahból, akinek a feladata a novíciákkal és a beavatottakkal való foglalkozás. Tehetséges tárgyaló, titokban pedig a Fekete Ajah tagja.
A karaktert a sorozatban Joelle játssza.

### Anvaere Damodred
Nemes hölgy Cairhienben, Moirane Damodred húga. Csak az "Új tavasz" című előzménytörténetben kap egy kisebb szerepet, a tévésorozatban némiképp kibővített szerepben, ahol Lindsay Duncan játssza (magyar hangja Menszátor Magdolna).

### Barthanes Damodred
A Damodred-ház tagja, Cairhien korábbi uralkodójának unokatestvére. Titokban árnybarát, aki a cselekmény korai szakaszában azon munkálkodik, hogy Randet Falméba csalja. Később egy bérgyilkos végez vele.
A karaktert a sorozatban Will Tudor játssza (magyar hangja Markovics Tamás).

### Galad Damodred
Galadedrid "Galad" Damodred Elayne és Gawyn Trakand féltestvére az apján keresztül, az anyján keresztül pedig, mint utóbb kiderül, Rand al'Thor-nak is. Ő és Gawyn is Tar Valonba mennek Elayne-t kísérve, hogy Őrzőkké válhassanak, ám Galad egy idő után a Fény Gyermekeihez csatlakozik, és egyre magasabbra kerül a ranglétrájukon. Amikor megtudja, hogy Eamon Valda főúrkapitány feltehetőleg megerőszakolta és megölte Morgase Trakandot, Andor királynőjét, párbajban megöli őt és átveszi a helyét. Mivel nem mindegyik fehérköpeny osztja a véleményét arról, hogy az Utolsó Csatában az aes sedai-okat kell segíteniük, ez szakadást idéz elő náluk. Galadot végül elárulja Rhadam Asunawa főinkvizitor, akinek kegyetlenkedései annyira durvák, hogy a Fény Gyermekei inkább mégis Galadot támogatják, aki visszakerül a hatalomba.
A karaktert, Galad Trakand néven, Callum Kerr játssza a sorozatban (magyar hangja Mészáros András).

### Demandred
Az egyik legerősebb Kitaszított, aki a Legendák Korában azért állt a Sötét Úr szolgálatába, mert irigyelte Lews Therin Telamont, aki megkapta azt a figyelmet és elismerést, amit ő sohasem. A háborúk során tábornok volt, majd amikor a harmadik kor végén kiszabadul, sokáig csak indirekt utalások történnek rá és tetteire, ami miatt találgatások övezték a személyét. Végül az Utolsó Csatában jelenik meg személyesen, ahol nagy seregeket vezet. Lan Mandragoran végez vele egy párbaj során.

### Padan Fain
Házaló, aki rendszeres időközönként ellátogat Emondmezőre is és hozza magával az eladó portékáit. A történet kezdetén az ő látogatása után támadják meg a trallokok a falut, nem véletlenül - ő is egy árnybarát, egész pontosan a Sötét Úr Vérebe, aki képes a főszereplő fiatalok nyomában maradni és követni őket bárhová. Amikor Enyészekkel és Trallokokkal ered a csapat után, ő bemerészkedik Shadar Logoth kísértetvárosába, amelyet egy Mashadar nevű gonosz entitás tart hatalmában, avatárteste és foglya pedig egy Mordeth nevű férfi, aki nem tudja elhagyni a város falait. Mordeth lehetőséget lát rá, hogy Padan Fain kijuttassa őt, ezért át akarja venni a teste felett az uralmat. Mivel azonban a Sötét Úr befolyása olyan hatalmas Padan Fain felett, erre nem képes, hanem csak egyesülni tud vele. Többféle néven kezdi el nevezni magát: Ordeith vagy éppen Shaisam, akinek immár a Sötét Úr céljain túlmutató célja van. Az Utolsó Csata során Mat végez vele.
A karaktert Johann Myers játssza a sorozatban (magyar hangja Papp Dániel).

### Graendal
A Kitaszítottak egyike, aki a Legendák Korában pszichológus volt. Sokáig önmegtartóztató életet élt, erős morális elvekkel, majd ezeket egycsapásra maga mögött hagyta: kacér lett és az érzéki örömöket kezdte el keresni. Különleges képessége a kényszerítés mágiája, amellyel bárkinek az akaratát meg tudja törni. Kiszabadulása után kudarcot kudarcra halmozott, és még arra sem volt képes, hogy végezzen Perrinel, ezért büntetésből végeztek vele. A Sötét Úr azonban kegyetlen játékot űzött vele, amikor egy rendkívül csúnya nő, Hessalam képében feltámasztotta. Kényszerítéssel próbálta meg legyőzni Aviendhát, aki visszafordította a technikáját az Utolsó Csatában, így a nő odaadó szolgájává vált.

### Liandrin Guirale
A Piros Ajah tagja, titokban a Fekete Ajahé is. Elárulja Egwene-t, Nynaeve-et, Mint és Elayne-t, majd kiszolgáltatja őket a seanchanoknak Falmében. Később megpróbálja egy eszköz segítségével megkötni Randet, hogy a saját céljaik érdekében az uralmuk alá hajtsák őt, de nem jár sikerrel. Kudarcát követően Moghedien elfogja és kényszerítéssel magához hajlítja az akaratát. Liandrin az első adandó alkalommal megpróbál szabadulni, ám kudarcot vall, és ezért Moghedien megbünteti: gyakorlatilag megfosztja minden hatalmától. Idővel a seanchanok fogságába esik, Suroth úrnő pedig, aki emlékszik rá Falméból, a saját rabszolgájaként kezdi el tartani. Liandrin sorsára nem derül fény, miután a könyvsorozat végén egyszerűen eltűnik a történetből.
A karaktert Kate Fleetwood játssza a sorozatban, magyar hangja Hámori Eszter.

### Ihvon
Alanna Mosvani aes sedai egyik Őrzője, aki egy alkalommal megmenti Perrint egy Enyész támadásától. A tévésorozatban, ahol Emmanuel Imani, valamint a 3. évadtól Anthony Kaye alakította (magyar hangja Varga Rókus), egy kibővített szerepben látható, itt poliamorikus kapcsolatban ábrázolják a másik Őrzővel, Maksimmal.

### Ishamael
A Kitaszítottak legerősebbike, az egyetlen ember, akinek ereje felér Lews Therin Telamonéval. Eredeti neve Elan Morin Tedronai volt, és ő volt az egyetlen, aki nem önös érdekből csatlakozott a Sötét Úrhoz, hanem azért, mert filozófusként úgy vélte, hogy a győzelme elkerülhetetlen. Ugyan őt is a Sötét Úr börtönébe vetették a Legendák Korának végén, ő mégis képes volt időről időre kiszabadulni, hogy zűrzavart keltsen. Még arra is képes volt, hogy a megőrült Lews Therint egy pillanatra észhez térítse, hogy az lássa, mit tett a saját szeretteivel. A főszereplőket eleinte Ba'alzamon néven kísérti az álmaikban, ezalatt pedig mint a Sötét Úr legelkötelezettebb szolgálója, parancsokat intéz az árnybarátokhoz. Falmében Rand súlyosan megsebesíti, és ezt még túléli, de Tear Kövénél Rand megöli őt. Ezután azonban a Sötét Úr feltámasztja őt Moridin néven - új személyisége sokkal számítóbb és kegyetlenebb lesz, akinek egyetlen célja, hogy leszámoljon Randdel, úgy vélve, hogy az ő kettőjük párbaja az idők kezdete óta tart, és már belefáradt ebbe. Közöttük kialakul egy különös kapocs is, amely egymáshoz köti a lelkeiket; az Utolsó Csata során Rand ezt kihasználva cserél vele testet, amikor végez vele, így végre meghalhat.
A karaktert Fares Fares játssza a sorozatban (magyar hangja Dolmány Attila). A 2015-ös "Winter Dragon" pilotban Billy Zane alakította.

### Lanfear
Az egyik legerősebb Kitaszított, a nők között a leghatalmasabb. Eredeti neve Mierin Eronaile volt, aki romantikus kapcsolatban állt Lews Therin Telamonnal, de a férfi otthagyta őt , amikor meglátta a nő valódi természetét. A Legendák Korában tudós volt, ő volt a felelős azért, hogy (akaratán kívül) a Sötét Úr a világra szabadult. Az elsők közt csatlakozott hozzá, becsvágyból és a Lews Therin iránt táplált érzelmei miatt. A többiekkel együtt ő is bebörtönzésre került, és csak a harmadik kor végén szabadult. Eleinte Selene néven férkőzött Rand bizalmába, és mivel a Tel'aran'rhiod, az álmok birodalmában történő tudatos jelenlétre is képes volt, így jelent meg később Rand és Mat előtt. A farkasfivér-képességei miatt hasonló álomjárásra képes Perrin ismerte fel benne Lanfeart. Később Else Grinwell álnéven színlelte Egwene, Nynaeve és Elayne előtt a segítséget. Lanfeart ebben a korban a Rand (Lews Therin) iránti érzelmei vezették, melyek a Sötét Úrhoz fűződő viszonyánál is erősebbek voltak. Amikor megtudja, hogy Rand együtt volt Aviendhával, féltékenységében meg akarja ölni őt, és Moirane közbelépése miatt életét veszti. Később a Sötét Úr feltámasztja őt Cyndane néven, de megbízhatatlansága miatt Moridin megköti, hogy a parancsainak engedelmeskedjen, így alárendelt szerepbe kerül. Az Utolsó Csata során megrendezi a saját halálát, ezzel pedig végül megváltja magát is.
A karaktert Natasha O'Keeffe játssza a sorozatban (magyar hangja Nagy Katica).

### Loial
Egy ogier, aki a csapat egyik legmegbízhatóbb barátja. Magas, szőrös humanoid lény, aki zord külseje ellenére barátságos és békés, és legfőképp a történelem érdekli, valamint az események megörökítése.
A karaktert a sorozatban Hammed Animashaun játssza, magyar hangja Bognár Tamás.

### Elyas Machera
Úgynevezett "szaglász" és farkasfivér: ez annyit tesz, hogy képes a nyomkövetésre valamint a farkasokkal történő telepatikus kapcsolatra. Ő az, aki beavatja Perrint is a képességeibe. A tévésorozatban Gary Beadle játssza, magyar hangja Rába Roland. Itt a karakterét összevonták a könyvek Hurin nevű karakterével.

### Verin Mathwin
Egy aes sedai a Barna Ajahból, aki nagy tudással rendelkezik. Miközben a Fekete Ajah után kutakodott, lényegében kényszerítették, hogy álljon be közéjük, ám ő életét arra használta, hogy minden lehetséges információt összegyűjtsön az árulókról, amelyet egy, az esküjükben szereplő kiskaput kihasználva halála előtt felfed Egwene-nek.
A karaktert Meera Syal játssza a sorozatban (magyar hangja Kovács Nóra).

### Mesaana
A Kitaszítottak egyike, aki a Legendák Korában arról volt hírhedt, hogy gyerekeket igyekezett a Sötét Úr szolgálatába állítani. A harmadik korban beépült az aes sedai-ok közé és ténykedéseivel zavart keltett köztük. Végül Egwene végzett vele az álmok világában.

### Moghedien
A Kitaszítottak egyike, becenevén a Pók, eredeti nevén Lillen Moiral. Az elsők közt volt, akik felesküdtek a Sötét Úrnak, bár ezt igen sokáig leplezte, és kiterjedt kémhálózatot épített ki a Fény seregein belül. Az álmok birodalmában történő közlekedés mestere. Álcázza magát, amikor Tanchicóban először Liandrinék mesterkedéseit figyeli meg, majd megpróbálja kivallatni Nynaeve-éket - vele össze is csap, és amikor rájön, hogy gyengébb nála, elmenekül. Később elfogja Liandrint és megbünteti: elvágja az Egyetlen Hatalomtól. Felismeri Valere Kürtjének egyik harcosában, Birgitte-ben egykori nemezisét, Teadrát, akin bosszút akar állni. Meg is támadja az álmok birodalmában őt és Nynaeve-et, de pórul jár és ő sérül meg komolyabban. Nynaeve ekkor egy a'dam segítségével magához köti őt, majd elszívja az erejét és így segít Randnek végezni Rahvinnal. Sokáig teljes titokban tartják fogságban, mert úgy vélik, az ereje több hasznot hoz, semmint hogy kiszolgáltassák az aes sedai-oknak. Aran'gar azonban kiszabadítja őt, és ezután alárendelt szerepben ugyan, de újra a Sötét Úr szolgálatába áll. Túléli az Utolsó Csatát, amelynek végén egy seanchan (miután nem viseli az aes sedai-ok gyűrűjét) egy a'dam segítségével megköti őt és a szolgájaként magával viszi.
A karaktert a sorozatban Laia Costa alakítja.

### Alanna Mosvani
Aes sedai a Zöld Ajahból, aki két Őrzővel is rendelkezik. A karaktert Priyanka Bose játssza a sorozatban, magyar hangja Németh Borbála.

### Kerene Nagashi
Aes sedai a Zöld Ajahból. Csak az "Új tavasz" című előzménytörténetben szerepel, illetve a tévésorozatban, ahol Clare Perkins játssza (magyar hangja Makay Andrea). A regényben megölik, amikor az Újjászületett Sárkányt keresi.

### Owein
Alanna Mosvani Őrzője, az egyik a kettő közül, akivel a Fény Gyermekei végeznek. A tévésorozatban, ahol Taylor Napier játssza (magyar hangja Hám Bertalan), poliamorikus kapcsolatban van Ihvonnal, és ott Maksimnak hívják.

### Tuon Athaem Kore Paendrag
A Kilenc Hold Leánya, a seanchan Kristálytrón örököse. Rajtakapja Mat Cauthont, amikor az szökni próbál Ebou Darból, válaszul a fiú elrabolja őt, amikor rájön, hogy ő a megjövendölt felesége. Kapcsolatuk eleinte hűvös, Tuon legtöbbször megvetően csak Játéknak nevezi Matet, majd végül elfogadja őt hitveséül és összeházasodnak. A cselekmény során megtudja, hogy a királyi család valamennyi tagját lemészárolták, így Fortuona néven császárnővé kiáltja ki magát.

### Rahvin
A Kitaszítottak egyike, aki rendkívül jártas a kényszerítés mágiájában. Andorban elhiteti mindenkivel, hogy ő Gaebril nagyúr, Morgase királynő főtanácsadója és szeretője. A valóságban meg akarja öletni Morgase lányát, Elayne-t, és manipulációival ő irányítja a háttérből Andort. Morgase amikor rájön, hogy mit tettek vele, sikeresen megszökik, de mindenki halottnak hiszi. Rahvin csapdába csalja Randet, és villámaival megöli Matet, Aviendhát és Asmodeant. Dühödt párbaj kezdődik közte és Rand között az álmok világában, ahol Rand, Nynaeve segítségével öröktűzzel végez vele, kitörölve őt a létezésből és így feltámasztva mindhármukat.
A karaktert Nuno Lopes játssza a sorozatban, magyar hangja Törköly Levente.

### Elaida a'Rohian
Aes sedai a Piros Ajahból, a történet kezdetén Morgase királynő tanácsadója. Később a Fehér Toronyba megy, ahol megpuccsolja Siuan Sanche-t, akit aztán elcsendesítenek, majd önmagát megválasztatja Amyrlin Trónnak. Uralma azonban szakadást idéz elő, a lázadók pedig szembehelyezkednek a Fehér Toronnyal. Cselekedetei mögött Alviarin Freidhen, a Fekete Ajah titkos vezetője áll, aki a háttérből manipulálja őt. Miután a seanchanok megostromolják a Fehér Tornyot, fogságba esik, megkötik egy a'dammal, és Suffa néven szolga lesz.
A karaktert Sohre Ágdáslu játssza a sorozatban (magyar hangja Menszátor Magdolna).

### Sammael
A Kitaszítottak egyike, a Legendák Korának híres tábornoka, aki azután állt a Sötét Úr szolgálatába, hogy irigykedni kezdett Lews Therin Telamonra, aki valamennyi katonai siker babérjait learatta. Visszatérése után Illian urává válik Brend úr néven, aki seregeket küld Tear Kövéhez, hogy állítsák meg Randet. Később személyesen is összecsapnak Shadar Logoth városában, ahol Sammaelt Mashadar elpusztítja.
A karaktert Cameron Jack játssza a sorozatban, magyar hangja Faragó András.

### Siuan Sanche
Az Amyrlin Trón, azaz az aees sedai-ok vezetője, korábban a Kék Ajah tagja. A cselekmény legelején egyedül ő és Moirane Damodred azok, akik tudják, hogy a Sárkány újjászületett, és ezt nagyon hosszú ideig titokban is tartják. A lázadók, Elaida vezetésével, megpuccsolják őt és elcsendesítik, bár Nynaeve később meggyógyítja őt. Egyfajta mentorként kezd el tevékenykedni Egwene mellett, akit a lázadók megválasztanak az új Amyrlin Trónnak. Az Utolsó Csatában esik el.
A karaktert Sophie Okonedo játssza a sorozatban, magyar hangja Bognár Anna.

### Semirhage
A Kitaszítottak egyike, a Legendák Korának híres gyógyítója, aki szadista hajlammal bírt, és mivel nem volt hajlandó leállni a kínzásokkal, inkább a Sötét Úr szolgálatába állt. Az ő támadása miatt veszíti el Rand al'Thor az egyik karját. Később sikeresen megköti Randet egy a'dam segítségével, de végül az öröktűz segítségével végez vele.

### Leane Sharif
Aes sedai a Kék, később a Zöld Ajahból. A Krónikák Őre Siuan Sanche alatt, akire ugyanaz a sors vár, mint az egykori Amyrlin Trónra. A karaktert Jennifer Cheon Garcia játssza, magyar hangja Törtei Tünde, a 2. évadtól Erdős Borcsa.

### Sötét Úr
Egy gonosz entitás, a világ Teremtőjének ellenpárja, akit ugyan a világ teremtésekor azonnal bebörtönöztek, azóta is azon munkálkodik, hogyan tudna kiszabadulni és a saját képére formálni a világot. Shai'tan néven is ismeretes, de ezt a nevet csak a legbátrabbak merik kimondani. Hatalmának bázisai az úgynevezett árnybarátok, akiknek a halhatatlanságot és fantasztikus erőt ígéri meg győzelme esetére. A Legendák Korában szabadult a világra, ahol legerősebb szolgálói a KItaszítottak voltak - végül valamennyiüket bebörtönözték pecsétek segítségével. Ez azonban egy tökéletlen lezárás volt: egyrészt a Sötét Úr meg tudta fertőzni valamennyi férfi fókuszáló elméjét az Egyetlen Hatalom férfi felének megrontásával, másrészt a pecsétek folyamatosan gyengültek, és elkerülhetetlenné vált az idő, amikor valamennyien visszatérhetnek. Ha azonban ők győzedelmeskednek, a Sötét Úr összetöri a Kereket, amely a világ megsemmisülését jelentené.
Az Idő Kerekének folyamatos forgása miatt hét kor ismétlődik folyamatosan, ezért aztán a Sötét Úrral való összecsapás újra és újra megismétlődik. Egyesek, mint például Ishamael is, úgy hiszik, hogy mivel a Sötét Úrnak végtelen lehetősége van a győzelemre, előbb vagy utóbb úgyis győzedelmeskedni fog, mert neki elég csak egyszer nyerni. Mások úgy vélik, hogy a Kerék forgása miatt az állandó veresége a világ létezésnek esszenciális eleme. Habár ő maga közvetlenül csak korlátozottan képes hatni a világra, kegyencei készséggel segítenek neki. Egy Enyész képében (Shaidar Haran) egy idő után ő maga is képes lesz járni-kelni. Az Utolsó Csata során ő és Rand al'Thor összecsapnak, Rand pedig itt jön rá arra, hogy a Sötét Úr nélkül a világ nem lenne teljes, ezért hát ahelyett hogy végezne vele, csak elzárja a világtól, hogy majd egy újabb eljövendő korban ismét felbukkanhasson.

### Suroth
Suroth Sabelle Meldarath egy seanchan nemesasszony és árnybarát, akinek Liandrin eladja Egwene-t, Nynaeve-et, Elayne-t és Mint. Miután kihal az uralkodói család, Suroth személyesen akar végezni Tuonnal, hogy a helyére léphessen. Terve fordítva sül el, mert Tuon legyőzi és a szolgájává teszi.
A karaktert a sorozatban Karima McAdams alakítja, magyar hangja Dobó Enikő.

### Lews Therin Telamon
A Legendák Korának hőse, közismert nevén a Sárkány, korának leghatalmasabb fókuszálója. Az aes sedai-ok vezetője volt, amelybe abban az időben férfiak és nők is egyformán beletartoztak. Miután a Sötét Úr befolyása egyre nagyobb lett a világra, egy kockázatos tervet eszelt ki. Ő és 99 férfi fókuszáló pecsétek segítségével elzárták a Sötét Urat a világtól, aki azonban az utolsó pillanatban megfertőzte a saidint, az Egyetlen Hatalom férfi felét. Emiatt valamennyi férfi fókuszáló megőrült, Lews Therin pedig őrületében kiirtotta az egész családját. Amikor Ishamael egy pillanatra magához térítette, elszörnyedt azon, amit tett, és öngyilkosságot követett el. A férfi fókuszálók őrületükben majdnem elpusztították a világot a Világtörés néven ismert, évszázados hosszúságú kataklizmában, melynek a végén a női aes sedai-ok valamennyiüket vagy megölték vagy elcsendesítették.
Mindazonáltal a prófécia szerint a Sárkány újjászületése elkerülhetetlen volt, mert újra szembe kellett szállnia a Sötét Úrral. Ő nem más, mint a sorozat főhőse, Rand al'Thor.
A karaktert Alexander Karim játssza a sorozatban, a "Winter Dragon" címú 2015-ös pilotban pedig Max Ryan alakítota.

### Gawyn Trakand
Morgase Trakandnak, Andor királynőjének a fia, Elayne testvére, Galad Damodred féltestvére. Ő nem más, mint Egwene Őrzője. A karaktert Luke Fetherstone játssza a sorozatban.

### Morgase Trakand
Andor királynője, Elayne és Gawyn anyja. A történetben először akkor jelenik meg, amikor dühösen kéri számon a Fehér Tornyon lánya eltűnését (aki Falméba indult). Rahvin, aki magát Gaebril nagyúrnak álcázza, kényszerítés segítségével a bizalmába férkőzik, és titkon Elayne megölésére szervezkedik. Morgase végül rájön, hogy manipulálták, hogy elidegenítse magától a szövetségeseit, és ezért megszökik. Sokáig halottnak hiszik, ám nagyon is életben van: hol fogságba esik, hol megszökik.
A karaktert Olivia Williams alakítja a sorozatban, magyar hangja Bertalan Ágnes.

### Turak
Seanchan nemes, aki azzal a céllal érkezik, hogy az elsők közt hódítsa vissza legendás uralkodójuk, Sasszárny Artur egykori birodalmát. Falmét el is foglalja, majd párviadalban végez vele Rand al'Thor.
A karaktert Daniel Francis játssza a sorozatban, magyar hangja Weigert Viktor.

### Eamon Valda
A Fény Gyermekeinek főúrkapitánya. Fondorlatosan került ebbe a pozícióba, miután mesterkedéseinek hála elődje, Pedron Niall meghalt. Elfogja Morgase királynőt, majd mielőtt megerőszakolná, arra kényszeríti, hogy hódoljon be neki. Galad Damodred erről tudomást szerezve párviadalra hívja őt ki, majd végez vele.
A karaktert Abdul Salis alakítja a sorozatban, magyar hangja Lux Ádám.